# Elie Ferzli
Elie Ferzli (sinh ngày 22 tháng 11 năm 1949 tại Zahle, Liban) là một chính trị gia theo đạo Chính thống giáo Đông phương người Liban. Ông từng là bộ trưởng thông tin và chủ tịch nghị viện Liban từ năm 2000 đến năm 2005. Năm 2018, ông được bầu lại vào vị trí này. Ông bày tỏ sự ủng hộ Syria trong cách mạng Cây tuyết tùng 2005. Ngoài ra, Ferzli cũng có ý kiến bài Do Thái.